# Shéhérazade : Les Mille et Une Nuits
Shéhérazade : Les Mille et Une Nuits est une comédie musicale de Félix Gray.
Le spectacle fut monté pour la première fois à Montréal le 11 mars 2009. Il est à l'affiche des Folies Bergère à Paris du 1er au 31 décembre 2011.

## La troupe

### Distribution originale de 2009 (Canada)
- Philippe Berghella : Sultan Soliman
- Rita Tabbakh : Shéhérazade
- Dominique Hudson : Aladin
- Cassiopée : Djinninia
- Élisa Landry : Amina
- Caroline Marcoux : Jasmina
- Stéphan Côté : Diran le vizir, père de Shéhérazade
- Frank Julian : Le génie de la lampe

### Distribution de 2011 (Canada et France)
- Philippe Berghella : Sultan Soliman
- Rita Tabbakh : Shéhérazade
- Dominique Hudson : Aladin
- Elyzabeth Diaga /Roxane Fillon : Djinninia
- Élisa Landry /Roxane Fillon : Amina
- Carolanne D'Astous Paquet /Roxane Fillon : Jasmina
- Stéphan Côté : Diran le vizir, père de Shéhérazade
- Frank Julian : Le génie de la lampe

## L'album
Version 2011 pour la France :
| Titre                    | Interprète         | Durée |
| ------------------------ | ------------------ | ----- |
| Ce qui ne nous tue pas   | Berghella, Tabbakh | 3.30  |
| Imagine                  | Tabbakh            | 2.48  |
| Jasmina                  | Hudson             | 3.02  |
| Les parfums de ta peau   | Hudson, Marcoux    | 3.55  |
| La danse des sept voiles | Tabbakh            | 2.59  |
| Djinninia la sorcière    | Cassiopée          | 1.42  |
| Harem                    | Landry             | 3.27  |
| Les lumières de l'orient | Berghella, Tabbakh | 2.29  |
| Quand on attend l'amour  | Berghella, Tabbakh | 3.20  |
| J'ai mal                 | Marcoux            | 2.55  |
| Les mille et une nuits   | Tabbakh            | 3.00  |
| Vive la mariée           | la Troupe          | 3.39  |
| Dors                     | Côté               | 3.19  |
| Pour qu'elle revienne    | Berghella          | 2.41  |